# Форбс, Джеймс (ботаник)
Джеймс Форбс (англ. James Forbes, 1773 — 6 июля 1861) — британский ботаник.

## Биография
Джеймс Форбс родился в Перт и Кинросс в мае 1773 года.
24 марта 1803 года Форбс стал членом Лондонского королевского общества. В 1832 году он стал членом Лондонского Линнеевского общества. 
В 1839 году в его работе «Pinetum woburnense: or, a catalogue of coniferous plants in the collection of the Duke of Bedford at Woburn Abbey, systematically arranged» растению пихта миловидная было впервые присвоено принятое в настоящее время научное название Abies amabilis.
Джеймс Форбс умер в Уобёрн-Эбби 6 июля 1861 года.  

## Научная деятельность
Джеймс Форбс специализировался на семенных растениях.

## Публикации
- Salictum Woburnense (1829).
- Hortus Woburnensis (1833).
- Journal of Horticultural Tour through Germany, Belgium and Part of France in... 1835 (1837).
- Pinetum Woburnense (1839).

## Почести
Уильям Джексон Гукер (1785—1865) назвал в его честь вид растений Oncidium forbesii семейства Орхидные. 